# Volcán Galeras

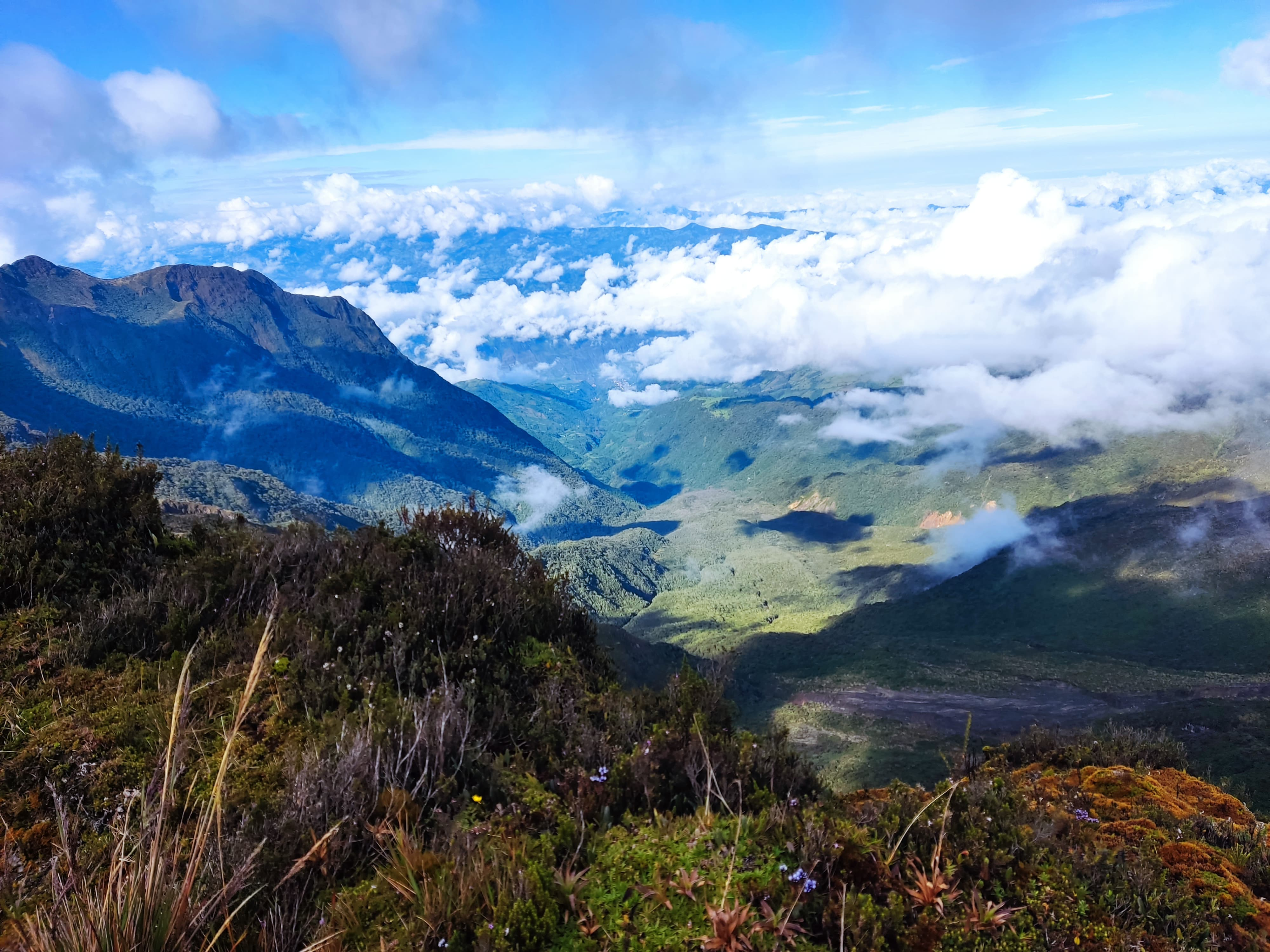
Panorámica del Cráter del Volcán

El Galeras es un volcán situado a nueve kilómetros de la ciudad de Pasto, capital del Departamento de Nariño, Colombia. Es considerado el volcán más activo de Colombia, contando con abundantes registros históricos sobre erupciones desde el siglo xvi y, dada su proximidad al casco urbano de Pasto, fue catalogado como uno de los dieciséis volcanes de la década, uno de los más peligrosos del planeta por la susceptibilidad de provocar un desastre.

## Toponimia
Los indígenas quillasingas le dieron el nombre de Urcunina o Urqunina, que quiere decir ‘montaña de fuego’. El nombre «Galeras» fue dado por los conquistadores españoles que llegaron a la región a principios del siglo xvi. Este nombre se designó debido a que la silueta de la cima les pareció semejante a las galeras de barcos impulsados por la fuerza de los remos.
Aunque hasta finales del siglo xix el volcán fue indistintamente denominado «cerro de Pasto», «volcán de Pasto» o «volcán de Las Galeras». Con el inicio del siglo xx, y, por ende, la creación del departamento de Nariño en 1904 y la designación de Pasto como su capital, tomó oficialmente el nombre de «Galeras».

## Fisiografía
En general, el complejo volcánico Galeras (CVG) presenta forma cónica con su edificio destruido en la parte occidental, y en la cima existe una inmensa caldera o circo (depresión), dentro del cual se eleva el cono interno (no visible desde San Juan de Pasto) con varios cráteres parásitos en actividad.
La elevación de la cima es de 4276 metros sobre el nivel del mar (14 029 pies) (Base Militar Galeras); tipo de volcán estratovolcán-caldérico; antigüedad mayor a 5000 años; diámetro de la base 20 km; profundidad de la caldera 80 m; diámetro del cráter principal 320 m de diámetro; posee otros cráteres aledaños más pequeños; no presenta glaciares; volumen total del edificio volcánico aún sin calcular. De acuerdo con el Catálogo de Volcanes Activos del Mundo (CAVW) de la Asociación Internacional de Vulcanolgía y Química del Interior de la Tierra (IAVCEI), su código es el 1501.

## Geología
El complejo volcánico Galeras, perteneciente al segmento volcánico sur de Colombia, se localiza a unos 9 kilómetros de la ciudad de Pasto, en el departamento de Nariño. Su estructura actual representa la acumulación de distintos edificios volcánicos formados y colapsados a lo largo de aproximadamente un millón de años, según lo descrito por Monsalve-Bustamante et al. (2020).
La fase más reciente de actividad, conocida como etapa Galeras, comenzó hace cerca de 5000 años e incluyó la formación del volcán Galeras sensu stricto, un cono de escoria monogenético ubicado en el flanco sur del complejo (zona conocida como La Guaca), además de emisiones de lavas fisurales hacia el norte y noreste.
Este sistema volcánico está influenciado por estructuras tectónicas regionales, como las fallas de Romeral y Buesaco, así como por el lineamiento de Guairapungo, que actúa como límite norte del segmento sur del vulcanismo activo en Colombia.
El cono volcánico actual del Galeras, de tipo poligenético y con una altura aproximada de 300 metros, se encuentra en el interior de un anfiteatro generado por antiguos colapsos de estructuras volcánicas entre 12 000 y 5000 años atrás. Su cráter principal tiene unos 320 metros de diámetro y ha presentado variaciones morfológicas desde su reactivación en 1988. En su interior se han identificado cráteres secundarios, así como zonas de actividad fumarólica con emisiones de gases volcánicos y vapor de agua.
Durante la etapa Galeras se identificaron seis unidades eruptivas principales, denominadas 4500, 4000, 2900, 2300, 1100 y 1866 años AP, asociadas principalmente a erupciones de tipo vulcaniano. Entre los depósitos generados se incluyen flujos de bloques y ceniza, corrientes de escoria, materiales líticos alterados por procesos hidrotermales (relacionados con actividad freática), oleadas piroclásticas, caídas de ceniza, lapilli, proyectiles balísticos y coladas de lava. También se han identificado lahares secundarios en la secuencia eruptiva del volcán.

## Impacto social

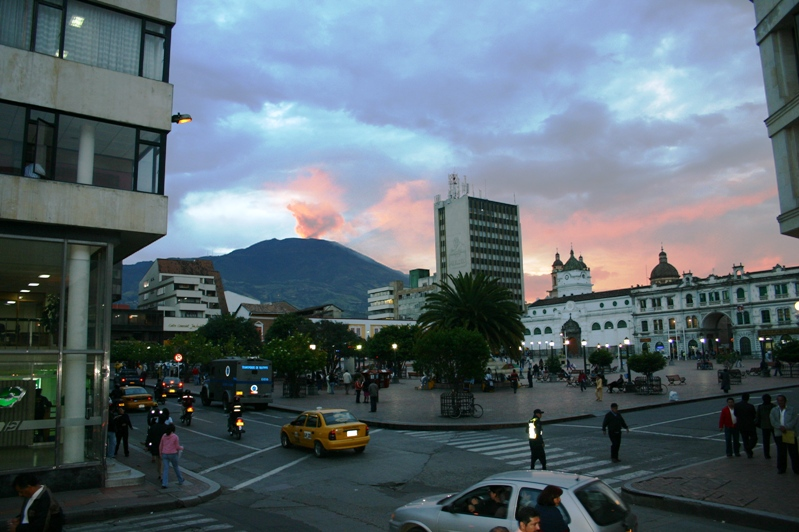
El Galeras visto desde Pasto.

El volcán Galeras es un volcán activo, que ha permitido a la ciudad de San Juan de Pasto desarrollarse a sus pies durante más de 470 años. En sus faldas existe un santuario de fauna y flora y sus riscos son localización idónea para hacer montañismo.
El ingeniero bogotano Fortunato Pereira Gamba, primer decano de la Facultad de Matemáticas e Ingeniería de la Universidad de Nariño, refiriéndose al volcán dijo: «El Galeras es amenazante para Pasto y yo no sé por qué, al mirarlo siempre he sentido la impresión de que es un ente socarrón y malvado». Sin embargo, los pastusos no solo no le temen, sino que lo adoptaron como emblema de su ciudad y lo estiman como  amigo fiel que vela por ellos.
Sus erupciones fantásticas emocionan a propios y extraños y la mole gigantesca, con su cúspide a veces nevada y humeante, ha inspirado a poetas y escritores, como Marco Fidel Suárez en "El Sueño del Galeras":

«Aquel monte ha de ser , bajo el querer del cielo, el muro que guarde a la ciudad del sur, y el broquel que la preserve siempre hermosa, y siempre centinela de la patria.»

Hay evidencia arqueológica del impacto que ha tenido la actividad del volcán Galeras sobre los asentamientos humanos en su zona de influencia, desde épocas prehispánicas. El Petroglifo de "El Higueron", encontrado en 1966 cerca a la población de Genoy por Wenceslado Cabrera (dibujo arriba) y detalle coloreado del dibujo hecho por Armando José Quijano Vodniza en 2004 (abajo), donde se observa la figura tallada en la roca del volcán Galeras en erupción.
Esta realidad fue históricamente relatada por primera vez por Pedro Cieza de León en su Crónica del Perú de 1553: 

«Más adelante está una sierra alta; en su cumbre hay un volcán, del cual algunas veces sale cantidad de humo, y en los tiempos pasados (según dicen los naturales) reventó una vez y echó de sí muy gran cantidad de piedras. Queda este Volcán para llegar a la Villa de Pasto, yendo de Popayán como vamos, a la mano derecha.»

Debido al riesgo que supone el volcán, el Gobierno colombiano ha venido considerando la reubicación de la población con la compra de los predios (fincas y haciendas) próximas, para anexarlas al área de reserva natural y así evitar catástrofes como la ocurrida en Armero en 1985.

## Erupciones recientes
La primera erupción histórica registrada data del 7 de diciembre de 1580, es decir 43 años después de la llegada de los españoles y la fundación oficial de San Juan de Pasto. Desde entonces se mantienen registros de su actividad.
Su actividad se hizo mayor a inicios de 1988. El 14 de enero de 1993 a la 1:43 p. m. mientras un grupo de científicos y sus guías recogía muestras de gases directamente en el cráter como parte de las actividades del Taller Internacional sobre el complejo volcánico Galeras, el volcán presentó un evento eruptivo. Aunque este pudo ser calificado desde el punto de vista vulcanológico como una erupción menor, perecieron nueve personas ubicadas en las cercanías del cráter, entre ellas seis vulcanólogos. Este evento, tristemente célebre, es reconocido por muchos vulcanólogos del mundo debido a que allí se permitió esbozar la relación entre los eventos eruptivos y los previos movimientos sísmicos tipo tornillo.
El volcán presentó una erupción menor en la madrugada del jueves 24 de noviembre de 2005, arrojando humo, cenizas y acelerando la evacuación de los pueblos aledaños. La ciudad de Pasto fue cubierta por una capa de ceniza de hasta 3 cm.
Otra erupción de carácter explosivo se dio el 12 de julio de 2006 a las 10:58, la columna de emisión alcanzó los 8 km de altura y la caída de ceniza se dio en varios municipios como en Florida, Ancuya, Sandoná, Samaniego y Linares.
El 23 de noviembre de 2006 fueron evacuados 8.000 pobladores de las cercanías por el riesgo de erupción, subiendo el nivel de alerta de tres a dos.

El 17 de enero de 2008 a las 20:06 COT ocurrió una erupción de carácter explosivo, presentando una nueva columna compuesta de vapor y ceniza de aproximadamente 8 km de altura, con emisión de piroclasto y una onda de choque que fue percibida en gran parte de la ciudad de Pasto y las poblaciones aledañas, entre las cuales figuran Genoy, El Ingenio, Sandoná, Consacá, Bomboná, Chachagüí, Yacuanquer, entre otras. A pesar del riesgo, muchos habitantes de las áreas próximas se negaron a evacuar.

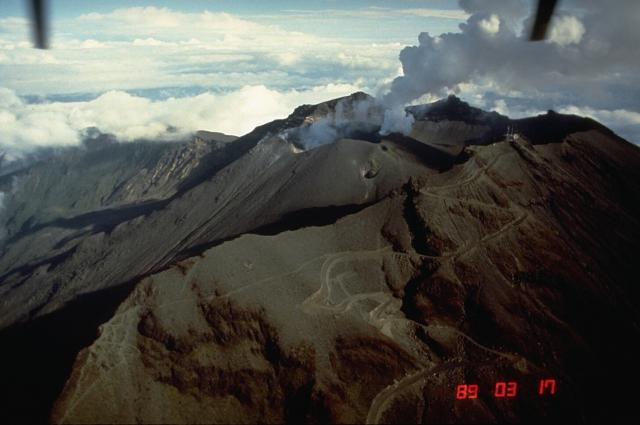
Cráter del volcán.

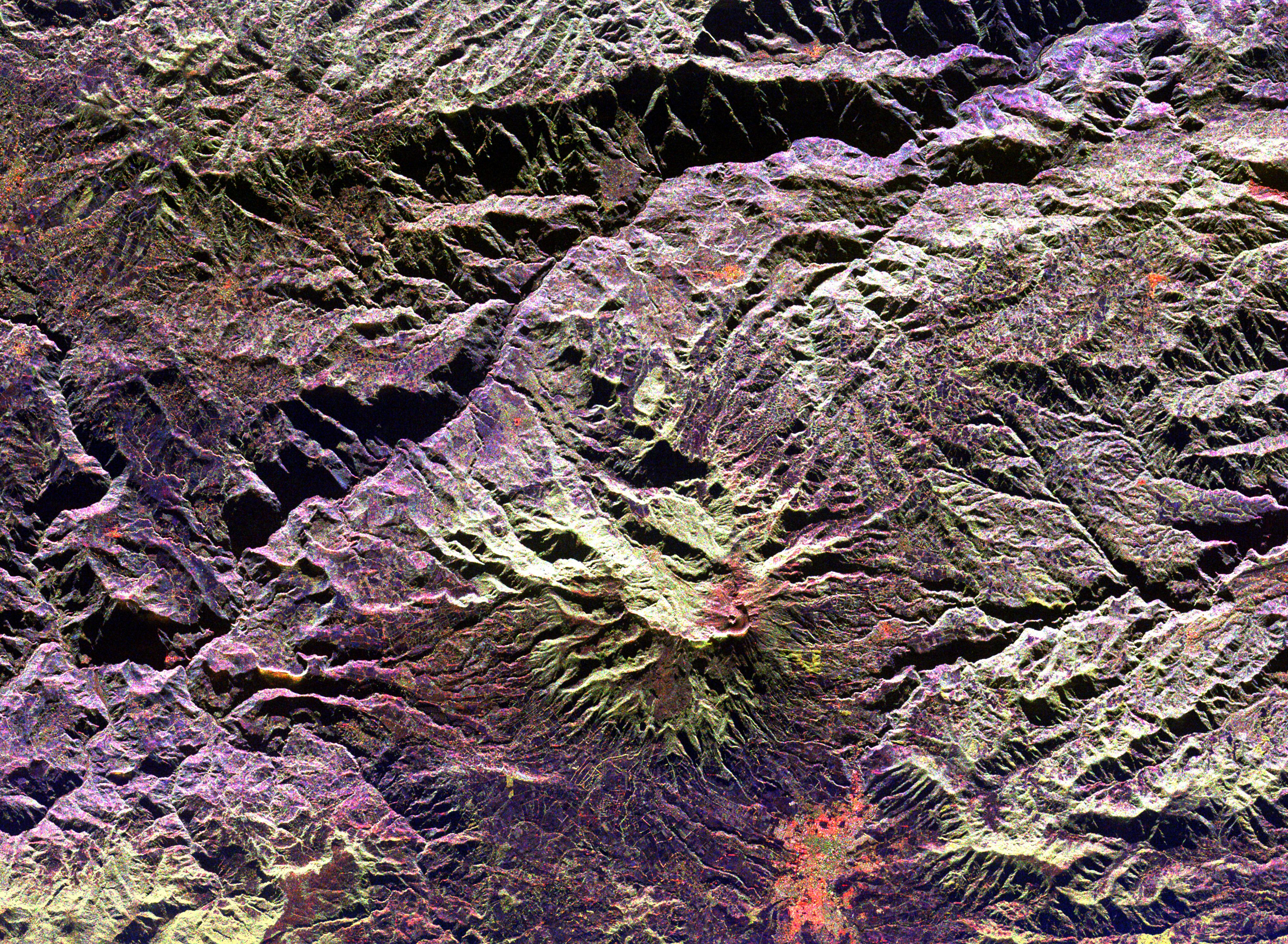
Imagen tomada desde el espacio.

Los daños materiales producidos se circunscriben a los equipos retransmisores de los canales de TV privada colombiana (grupo de Antenas Beta) Caracol Televisión (3 VHF) y RCN (5 VHF), abandonados por cerca de tres meses, hasta su reparación efectiva el 24 de abril de 2008. Las antenas de la televisión pública colombiana Canal Uno (7 VHF), Señal Colombia (9 VHF) y Canal Institucional (12 VHF) (grupo de Antenas Alfa) también se vieron afectadas, pero fueron reparadas por la estatal RTVC el 3 de marzo siguiente.
Las antenas de comunicación de alta ganancia del Ejército y la Policía Nacional de Colombia, ubicadas en la cima del volcán (Base Militar Galeras) no sufrieron daños.
El volcán Galeras ha sido estudiado por varias entidades como el Instituto Colombiano de Geología y Minería, lo cual ha permitido manejar su prevención.

### Erupciones 2009
El 14 de febrero a las 19:10 COT (0:10 GMT), se presentó una nueva erupción de carácter explosivo, que debido a las condiciones meteorológicas generó una lluvia de ceniza en la ciudad de Pasto y poblaciones aledañas. A las 21:00 COT se convocó a una cadena radial, en la que el gobernador de Nariño, Antonio Navarro Wolf, pidió la calma a los ciudadanos.
El día 20 de febrero a las 07:05 COT se registró una nueva erupción de carácter explosivo, acompañada por ondas de choque, lo cual generó efectos vibratorios y audibles en varias poblaciones localizadas en la zona de influencia.
Nuevamente se presentó una erupción explosiva el 13 de marzo a las 15:55 p. m. COT y tuvo una duración en su registro de aproximadamente 16 minutos.
El 24 de abril a las 19:30 COT, se registró una erupción de carácter explosivo, arrojando piroclastos alrededor del domo del volcán. Se produjo onda de choque, columna de humo y ceniza. Por las condiciones del clima se pudo observar la erupción volcánica.
El evento eruptivo explosivo ocurrido a las 07:18 COT del 6 de junio, estuvo acompañado por ondas acústicas, sin que se generaran efectos vibratorios notables en las poblaciones localizadas en la zona de influencia del volcán.
La alta actividad geológica del volcán provocó el 7 de junio de 2009 a las 06:38 COT una nueva erupción de carácter explosivo, la segunda en menos de 24 horas y la octava en ese año, según el Instituto Colombiano de Geología y Minería.
Luego de un verano tranquilo, la erupción del 30 de septiembre de 2009 (09:14 COT), produjo salida de cenizas generando una columna de aproximadamente 8 km sobre la cima. Personal de Parques nacionales que se encontraba en la parte alta de la región occidental del volcán, reportó dos explosiones y emisión de material incandescente.
El 20 de noviembre de 2009 a las 8:37 COT, se registró una nueva erupción del volcán Galeras de carácter explosivo. La incandescencia asociada con la erupción fue observada desde varios sectores de la zona de influencia del volcán durante algunos minutos. Se estimó una altura de la columna eruptiva cercana a los 10 km, con dispersión hacia los Municipios de Nariño, La Florida y Chachagüí.

### Erupciones 2010

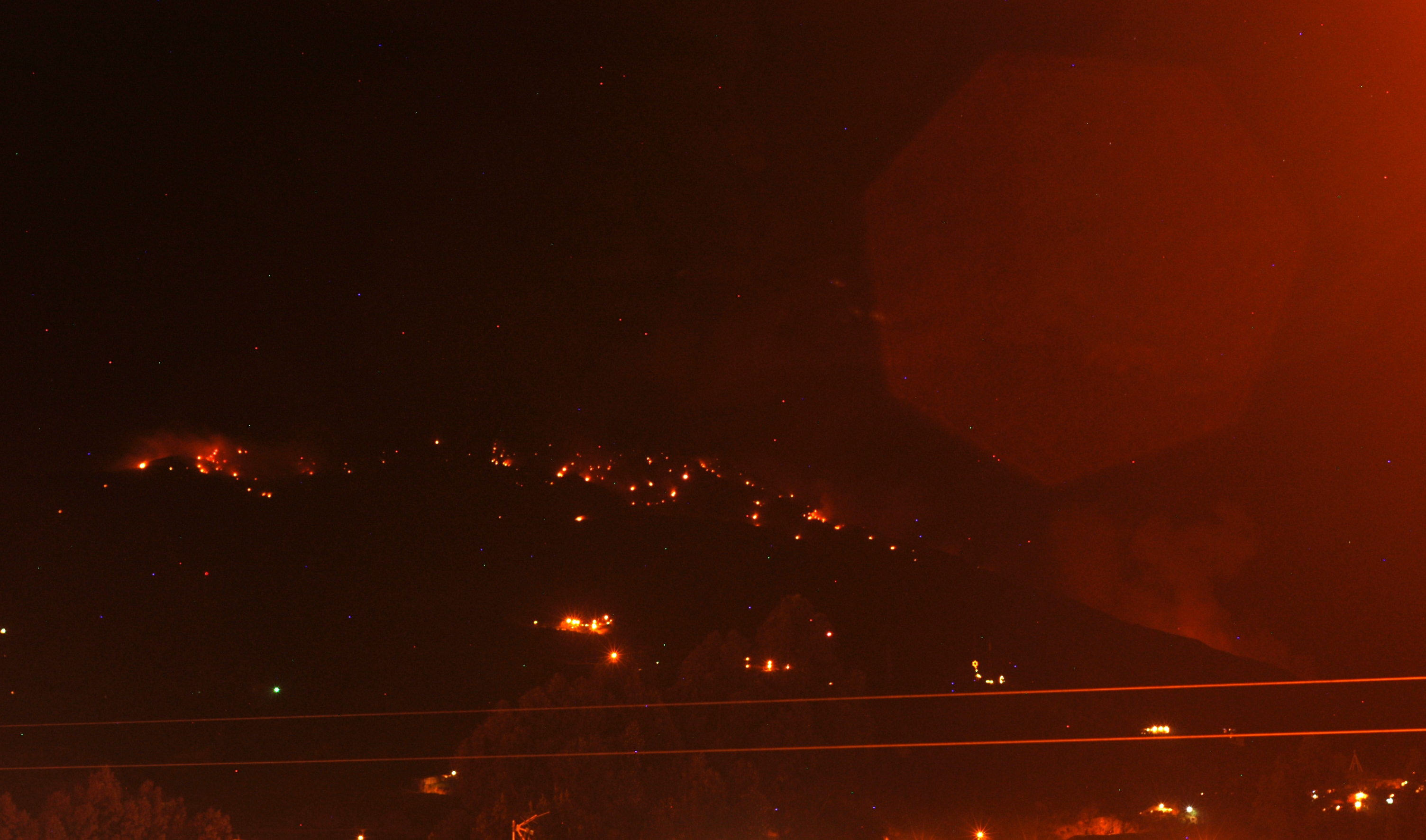
Piroclastos en incandescencia sobre el costado nororiental del Galeras, en la erupción del 2 de enero de 2010.

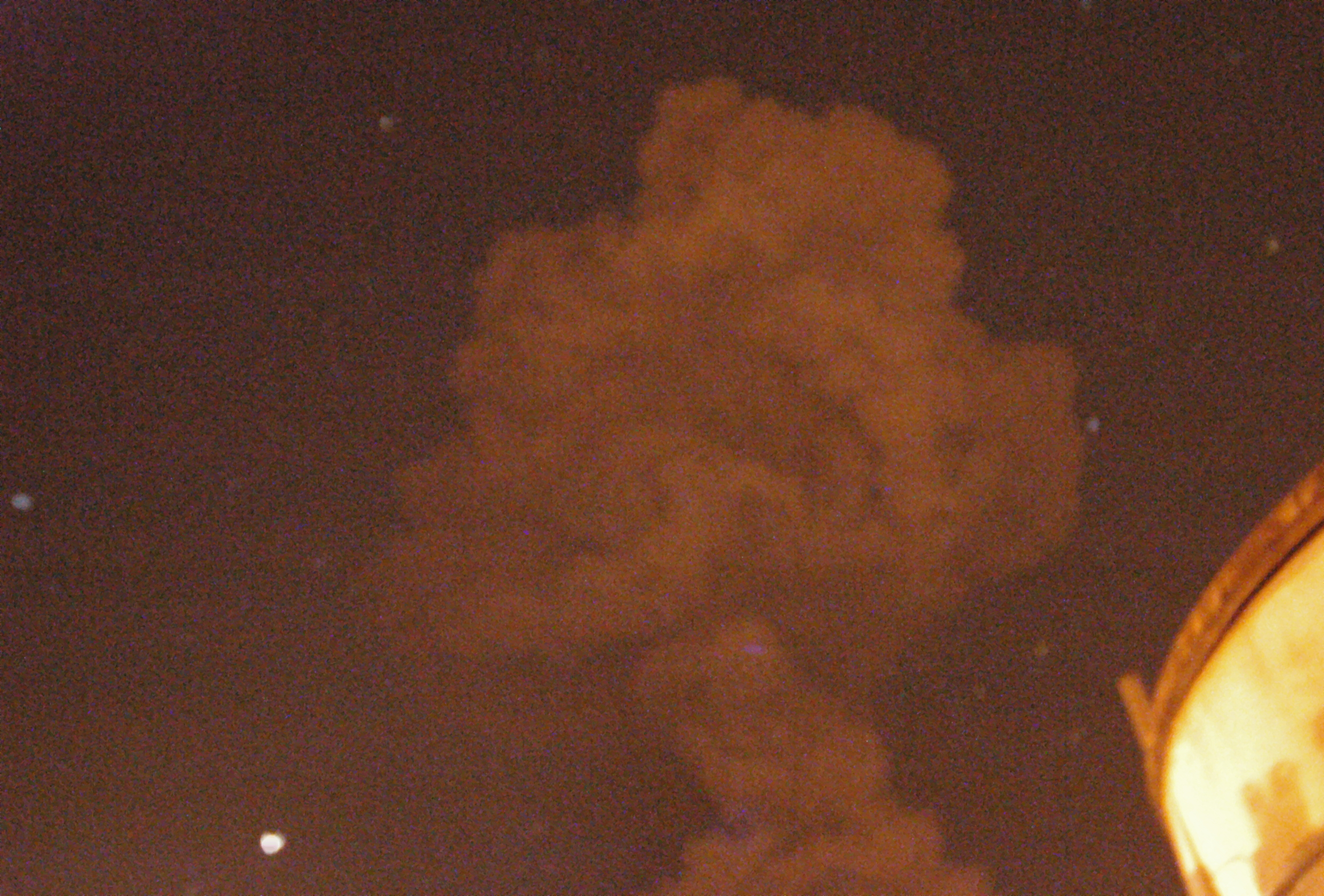
Nube de ceniza sobre la cima del Galeras, en la erupción del 2 de enero de 2010.

El día 2 de enero de 2010 a las 7:43 p. m. COT, se registra un evento eruptivo de carácter explosivo, acompañado de onda de choque, una columna de 10 km de ceniza y un manto de piroclastos cayendo alrededor del cráter. La incandescencia permaneció en las faldas del edificio volcánico hasta varias horas después de la explosión.
El día 25 de agosto de 2010 se inició un evento eruptivo a las 4:00 a. m. presentando un bajo nivel de explosividad y en medio de las nubes se observó una columna de erupción ancha y anomalías térmicas detectadas con la cámara infrarroja desde el OSV de Pasto. No se detectó la presencia de rocas emitidas a manera de proyectiles balísticos. Por la presión de esta erupción se abrió un nuevo cráter quedando con cuatro y no con 3. El día lunes 30 de agosto se produjo un sismo a las 1:50 p. m. de 4.0 en la escala de Richter.

### Erupciones 2011 y 2012
Durante estos dos últimos años la actividad ha decrecido considerablemente respecto a los años anteriores. La actividad volcánica se ha reflejado en eventos sísmicos, emisión de vapores y ceniza en cantidades relativamente pequeñas, relacionadas con procesos de movimiento en el interior de la cámara magmática.
A partir del 13 de mayo de 2012, Galeras ha presentado emisiones esporádicas de ceniza que han podido ser detectadas por la gente desde las poblaciones vecinas. El 26 de mayo de 2012, Galeras presentó un fenómeno de emisión de cenizas, el más intenso de estos últimos tiempos, con una columna de emisión inferior a 1 km sobre la cima, y con caída leve de cenizas en las poblaciones más cercanas al cono activo debido al viento en dirección noroeste.
Estudios estratigráficos han identificado más de 20 eventos explosivos significativos en los últimos 10 000 años. Algunos de ellos han alcanzado magnitudes subplinianas, con dispersión de cenizas a distancias superiores a 100 km. Las erupciones han sido intercaladas con periodos de crecimiento de domos de lava y eventos de colapso, que han generado depósitos de avalancha y flujos piroclásticos.
Estos hallazgos han sido fundamentales para establecer una cronología detallada de la actividad del volcán y para comprender los patrones de recurrencia eruptiva.

## Glaciares
El volcán Galeras, con una altitud de 4.276 metros sobre el nivel del mar, probablemente albergó glaciares en el pasado, tanto durante épocas geológicas como en tiempos más recientes. Durante el Último Máximo Glacial, hace aproximadamente 20.000 años, la línea de nieve en los Andes tropicales se encontraba alrededor de los 3.900 m s. n. m., lo que implica condiciones propicias para el desarrollo de glaciares en la cima del volcán.
En tiempos históricos, Galeras conservó glaciares hasta mediados del siglo XX. De acuerdo con el IDEAM, la masa glacial presente en el volcán persistió hasta el año 1948, posiblemente en forma de pequeños glaciares residuales o campos de nieve perenne. Esta condición pudo haber estado influenciada tanto por la altitud como por la actividad volcánica y factores microclimáticos locales.
En la actualidad, el Volcán Galeras no posee cobertura glaciar ni nieves permanentes. La pérdida de estos glaciares se enmarca en el retroceso generalizado de los glaciares tropicales en Colombia durante el siglo XX, fenómeno ampliamente documentado por el USGS y otras instituciones científicas.

## Sismos
El 12 de junio de 2018, a las 4:35 a. m., hora de Colombia, se presentó un sismo de magnitud 4,3 en la escala de Richter, de profundidad cinco kilómetros con epicentro en el volcán Galeras.   
Murieron dos personas en el municipio de Pasto.